# 西原源樹
西原 源樹（にしはら もとき、2006年12月16日 - ）は、群馬県出身のプロサッカー選手。Jリーグ・清水エスパルス所属。ポジションはミッドフィールダー。

## 来歴
群馬県出身。小学6年の時に清水強化部にスカウトされ、家族全員で静岡に引っ越した。清水エスパルスユース在籍中の2024年2月22日、2種登録選手としてトップチームに登録。2月25日、J2リーグ開幕戦のロアッソ熊本戦に途中出場し、トップチームデビューを果たした。17歳2か月9日のリーグ戦デビューはチーム最年少記録となった。
2024年4月20日のJ2第11節ベガルタ仙台戦で17歳4か月でクラブ最年少ゴールを決めた。
2024年6月6日、プロC契約を締結した。

## 所属クラブ
- ファナティコス
- 清水エスパルスジュニアユース
- 清水エスパルスユース
  - 2024年2月 - 2024年6月  清水エスパルス（2種登録）
- 2024年6月 -  清水エスパルス

## 個人成績
| 国内大会個人成績 | 国内大会個人成績 | 国内大会個人成績 | 国内大会個人成績 | 国内大会個人成績 | 国内大会個人成績 | 国内大会個人成績 | 国内大会個人成績 | 国内大会個人成績 | 国内大会個人成績 | 国内大会個人成績 | 国内大会個人成績 |
| 年度             | クラブ           | 背番号           | リーグ           | リーグ戦         | リーグ戦         | リーグ杯         | リーグ杯         | オープン杯       | オープン杯       | 期間通算         | 期間通算         |
| 年度             | クラブ           | 背番号           | リーグ           | 出場             | 得点             | 出場             | 得点             | 出場             | 得点             | 出場             | 得点             |
| 日本             | 日本             | 日本             | 日本             | リーグ戦         | リーグ戦         | リーグ杯         | リーグ杯         | 天皇杯           | 天皇杯           | 期間通算         | 期間通算         |
| ---------------- | ---------------- | ---------------- | ---------------- | ---------------- | ---------------- | ---------------- | ---------------- | ---------------- | ---------------- | ---------------- | ---------------- |
| 2024             | 清水             | 44               | J2               | 16               | 2                | 1                | 0                | 1                | 0                | 18               | 2                |
| 2025             | 清水             | 55               | J1               |                  |                  |                  |                  |                  |                  |                  |                  |
| 通算             | 日本             | 日本             | J1               |                  |                  |                  |                  |                  |                  |                  |                  |
| 通算             | 日本             | 日本             | J2               | 16               | 2                | 1                | 0                | 1                | 0                | 18               | 2                |
| 総通算           | 総通算           | 総通算           | 総通算           | 16               | 2                | 1                | 0                | 1                | 0                | 18               | 2                |

- 2024年は6月まで2種登録